# パーラナイサーラナイ
パーラナイサーラナイは、日本のお笑いコンビである。FECオフィス所属。コンビ名はともに沖縄方言で「目一杯」を意味する「パーラナイ」と、「すいすい」「さっさと」を意味する「サーラナイ」が由来。

## メンバー
- あきら（1980年4月2日 - ）本名・大田 享。
  - 沖縄県南城市（旧・島尻郡玉城村）出身。
  - あきら本店名義でピン芸人としても活動している。
  - 喜劇・演劇の脚本や構成作家としても活動もしており、2024年に開催された「九人脳」[1]ではあきらの脚本「グソウ」が1位を獲得した。
- シンゴー[要出典]（1984年11月27日 - ）本名・知念 臣悟。
  - 沖縄県宜野湾市出身。
  - 兄はお笑いコンビ・すぱるたいんづの知念臣一郎（知念だしんいちろう）。
  - 2008年、沖縄のローカルヒーロー番組『琉神マブヤー』の初代マブヤー役を演じた。
  - 2011年、同じく沖縄のローカルヒーロー番組『ハルサーエイカー』では、カマの化身の青年、ノーグ・カマー役を演じた。声のみであるが兄との共演を果たし、演じた役のライバル役として最終話まで絡みがあった。
  - 2013年9月28日、モデルの桃原遥との結婚記者会見が行われ、多数の沖縄県内メディアが詰め掛けた。
  - 2022年4月1日、末吉功治、翁長大輔らと「リミテッドカンパニー」として一年間限定でアイドルとしての活動を開始。毎週土曜日21時から定期配信を行う。メンバーカラーは緑。

## 略歴
- 2007年ピン芸人として活動していたきらきらあきらとコンビ解散していたシンゴーにより結成。当初のコンビ名はマージナルマンであったが、2008年4月に現在のコンビ名に変更した。
- 2009年に初の単独ライブを開催。
- 2010年「大喜利サバイバー」にてあきらが優勝。
- 2010年3月の沖縄国際映画祭ビーチステージのお笑いライブにて沖縄芸人としてこきざみインディアン・ウーマクーボーイズと共に参加。
- 2012年1月2日沖縄テレビ主催「第6回新春!oh笑い O-1グランプリ」にて本選進出。
- 2013年1月2日沖縄テレビ主催「第7回新春!oh笑い O-1グランプリ」にて本選進出。
- 2025年4月13日より有料でYouTube配信「ヨルカラパラサラ」を開始[2]

## 出演

### 映画
- 琉球カウボーイ よろしくゴザイマス（2007年）（あきら）
- サーダカー（2008年）（あきら）
- ニービチの条件（2011年） - 比嘉栄一 役[3]（あきら）
- ペンギン夫婦の作りかた（2012年）（あきら）
- 琉球バトルロワイアル 琉球空手騒動記（2013年）
- ハルサーエイカー THE MOVIE エイカーズ（2015年） - ノーグ・カマー 役[4]（シンゴー）
- 人魚に会える日。（2015年） - 良太 役（シンゴー）
- たま子と陽迎橋のマジムン（2015年）（あきら）[5]
- きたなかスケッチ（2018年） - 石平石蔵 役[6]（シンゴー）
- 10ROOMS（2022年）[7]
- あいをたてる（2024年） - ユウトの兄 役[8]（あきら）

### テレビ
- 爆笑!Cランチ（琉球放送）
- oh!笑いけんさんぴん（沖縄テレビ）
- うーまくー道場（沖縄テレビ）
- FEC沖縄○○バラエティー（沖縄テレビ）
- ウチナーアットホームTV ゆがふぅふぅ（沖縄テレビ）
- ハイビジョン特集「笑う沖縄 百年の物語」（日本放送協会）
- 沖国ザック72（琉球放送）
- 新春!oh笑い O-1グランプリ（沖縄テレビ）
- 琉神マブヤー（2008年、琉球放送） - 叶/琉神マブヤー役（シンゴー）
- ハルサーエイカーシリーズ（沖縄テレビ） - ノーグ・カマー 役（シンゴー）
  - ハルサーエイカー（2011年10月15日-2012年1月7日） - 比嘉幹也 役（あきら）※3話目～
  - ハルサーエイカー2（2012年10月6日-12月29日）
  - エイカーズグランドマスター（2017年4月21日-6月16日） - 役名なし（あきら）
- ムルぱっちり〜朝ご飯を食べよう運動〜（2012年、沖縄テレビ）
- ディアマンテス宮殿41（琉球放送） - グッジョブ隊・ジョブグリーン（シンゴー）
- うまんちゅひろば（沖縄テレビ・琉球朝日放送） - リポーター（シンゴー）
- いっしょに沖縄と環境を考えよう!夏休みこども自由研究（琉球朝日放送） - リポーター
- 琉球ホラー オキナワノコワイハナシ2014「チエコの霊」 - トモユキ 役（シンゴー）
- 琉球トラウマナイト（沖縄テレビ）
  - 2015 「箱」（2015年）[9] - 明夫 役（あきら）、シンイチ 役（シンゴー）
  - レジェンド 2017 「逆立ち幽霊」（2017年6月13日）[10]（シンゴー）
  - レジェンド 2020 「ナーチラー」（2020年9月1日）[11] - タロウ 役（シンゴー）
  - リアルストーリー 2021 「卒業写真」（2021年4月27日）- 教師 役（シンゴー、あきら）
- 琉球歴史ドラマ（RBC琉球放送）
  - 「尚巴志」（2017年3月15日−3月29日） - 本部平原 役[12]（シンゴー）
  - 「尚円王」（2020年2月12日−2月26日） - 金丸（尚円王） 役[13]（シンゴー）
  - 「阿麻和利」（2024年2月7日−2月21日） - 金丸 役[14]（シンゴー）
- 安全+第一 大知マンシリーズ（沖縄テレビ）
  - 安全+第一 大知マン（2020年1月25日-3月28日） - 嘉那井肇 役（シンゴー）
  - 安全+第一 大知マン2（2021年10月23日-12月25日） - 嘉那井肇/ノーグ・カマー 役（シンゴー※2役）
  - 安全+第一 大知マン3（2024年1月13日-3月30日） - ノーグ・カマー 役（シンゴー）
- オキナワンヒーローズ（2022年、沖縄テレビ）（シンゴー）
- 主婦あさみの乾杯グルメシリーズ（琉球放送）
  - シーズン3（2022年） #32、#33、#34 - シンゴ 役（シンゴー）
  - シーズン4（2023年） #32、#33、#34 - シンゴ 役（シンゴー）
- 疫（えやみ）～ナヒヤサマの呪い～ （2023年、沖縄テレビ） - 山入端隆史 役（シンゴー）
- 続・疫（えやみ）～侵蝕～ （2024年、沖縄テレビ） - 知念臣悟 役（シンゴー）

### 配信ドラマ
- ゲート・オン・ザ・ホライズン～GOTH～（2025年4月18日- 、FOD） - 金城 役（シンゴー）

### CM
- ローソン沖縄テレビCM（シンゴー）
- 就・転職 & バイトマガジン『Agre』テレビCM（シンゴー）
- 求人誌『ルーキーweb』テレビCM（あきら）
- 第一交通バス乗務員募集 テレビCM[15]（シンゴー）
- 「好きへ、飛んでけ。ANA」マイル修行編[16]（シンゴー）

### ラジオ
- ギリギリナイト（FMたまん）
- FECやいびんど〜（FMとよみ）
- グルーバグ内コーナー（2005年10月 - 12月、エフエム沖縄、シンゴー）
- ぷろすぱ（2005年9月 - 12月、ラジオ沖縄、シンゴー）
- Hello Good Day 内コーナー「シンゴ〜のぐるっと沖縄チャレンジリポート」（エフエム沖縄、シンゴー）
- なかよしラジオ（FMとよみ）
- ラジオドラマ「40歳のタンカーユーエー」（RBCiラジオ、シンゴー）

### 舞台
- 〜FECネタ見せライブ〜Fライブ!
- FEC定期公演お笑い劇場
- 裏お笑い劇場
- 演芸集団FEC旗揚げ記念公演（年1回）
- 基地を笑え!お笑い米軍基地（沖縄・東京公演）
- 基地を笑え!お笑い米軍基地2
- 基地を笑え!お笑い米軍基地3
- 基地を笑え!お笑い米軍基地4
- 基地を笑え!お笑い米軍基地5
- 基地を笑え!お笑い米軍基地6
- 基地を笑え!お笑い米軍基地7
- ドメストライブ
- ちゃんすた〜チャンプルースタイル〜
- ちゃんすた〜チャンプルースタイル〜2
- ちゃんすた〜チャンプルースタイル〜3

### 単独ライブ
- 第一回パーラナイサーラナイ単独ライブ『愚者〜gusya〜』
- パーラナイサーラナイ単独ライブ外伝『8耐』
- 第二回パーラナイサーラナイ単独ライブ『弐拾六』（2010年11月27日）
- 第三回パーラナイサーラナイ単独ライブ『生後11323日の赤ちゃん』（2011年4月3日）
- 第四回パーラナイサーラナイ単独ライブ『〜逆四面楚歌〜』（2012年4月7日）
- 第五回パーラナイサーラナイ単独ライブ『売れたい』（2012年4月7日）
- パラサラのカウントダウンイベント!2012（2012年12月31日）
- パーラナイサーラナイの漫才とコントが見れるライブ～2回公演するよーネタ変えるはずよー～（壷屋演劇場かさね 2025年3月1日）[17]
- パーラナイサーラナイのヨルカラパラサラLIVE～乾杯してから漫才とかトークとか企画もやりましょうね～～あ！配信もあるよ！～（Live BARあさお 2025年9月14日）

### イベント
- 琉美音楽祭（MC、シンゴー）
- 笑って許して
- 琉神マブヤーショー（ - 2009年8月）
- ハルサーエイカーショー

### その他
- ヨルカラパラサラ（毎月）

### DVD
- FEC沖縄○○バラエティー
- お笑い米軍基地6

#### 知念臣悟単独

##### 琉神マブヤーシリーズ
- 琉神マブヤー（2009年8月12日）
- 琉神マブヤー1（ティーチ）＆2（ターチ） DVD-BOX （2011年10月12日）[18][19]

##### ハルサーエイカーシリーズ
- ハルサーエイカー沖縄限定版DVD（2012年7月1日）[20]

### あきら関連リンク
- 見てはいけない、ブ・ロ・グ 独りでできるもん!! - おきなわBBTV内の旧ブログ。
- 沖縄お笑い・ＦＥＣ　きらきら*あきら - おきなわBBTV内の動画ブログ。きらきら*あきら時代のネタ動画を視聴可。
- パーラナイサーラナイあきらの！見れば見るほどブログ！！ - TI-DA内の現行ブログ。
- NANKA【ナンカ】配信ch - YouTubeチャンネル
- あきら本店の支店 - YouTubeチャンネル

### シンゴー関連リンク
- 向日葵のたね ～きっちょむさんの生まれかわり～ - おきなわBBTV内の旧ブログ。
- 沖縄お笑い・ＦＥＣ　シンゴ～ - おきなわBBTV内の動画ブログ。ピン時代のネタ動画を視聴可。
- 向日葵のたね（裏から表へ） - TI-DA内の旧ブログ。
- 知念臣悟オフィシャルブログ「向日葵のタネ(成れ！)」 - Ameba内の現行ブログ。
- 琉神マブヤー公式WEBサイト
- ディアマンテス宮殿41 - 琉球放送公式サイトより。番組動画の視聴可。
- 映画きたなかスケッチ - KITAPO 北中城観光ポータルサイト。映画本編の視聴可。
- ハルサーエイカー公式ホームページ
- オキナワンヒーローズ公式ホームページ
- LimitedCompany 【リミカン】公式 - YouTubeチャンネル
- リミテッドカンパニー【公式】 (@limicom2022) - X（旧Twitter）